# 曾乃梁
曾乃梁（1941年11月29日—2019年8月30日），男，福建福州人，中國武術家，中国武术九段、国家级武术教练，国家体育总局武术研究院专家委员会委员。

## 生平
曾乃梁12歲開始習武，隨王于岐學習吴氏太极拳和福建南拳。1959年進入北京体育学院武术系就讀，1964年毕业、1967年武术研究生毕业，師從张文广。畢業後曾到天津的部队农场和河南安阳体校工作。1977年，擔任福建省武术队主教练，任教期間培養了高佳敏、陈思坦、林秋萍、魏丹彤等學生。1999年成立福建华武功夫中心。亦曾擔任過福建省武术协会副主席、专家委员会主任，2014年当选為国家体育总局武术研究院专家委员会委员。
2003年退休。2018年在日本被診斷出患有左鼻筛骨洞癌。2019年8月30日凌晨在新潟縣去世。

## 榮譽
- 1992年、1994年先後两次获颁体育运动荣誉奖章[4]。
- 1993年获国务院政府特殊津贴[4]。